# Ужасающая симметрия
«Ужасающая симметрия» (англ. «Fearful Symmetry») — 18-й эпизод 2-го сезона сериала «Секретные материалы». Премьера состоялась 24 февраля 1995 года на телеканале FOX. Эпизод является «монстром недели» и не связан с основной «мифологией сериала», заданной в первой серии. Режиссёр — Джеймс Уитмор-мл., автор сценария — Стив де Джарнатт, приглашённые звёзды — Джейн Аткинсон, Лэнс Гест, Джек Рейдер.
Главные герои серии — Фокс Малдер (Дэвид Духовны) и Дана Скалли (Джиллиан Андерсон), агенты ФБР, расследующие сложно поддающиеся научному объяснению преступления, называемые Секретными материалами.
В данном эпизоде Малдер и Скалли расследуют гибель строителя дороги на объекте и разрушения в центре города, которые, судя по всему, могли быть вызваны недавно сбежавшим из зоопарка слоном. Однако никто из свидетелей не заметил ни одного животного в округе. В ходе расследования выясняется, что в местном зоопарке никогда не рождались детёныши.
Название эпизода взято из стихотворения Уильяма Блейка «Тигр» (англ. "The Tyger"):
Tyger! Tyger! burning bright

In the forests of the night,

What immortal hand or eye

Could frame thy fearful symmetry?
В классических переводах стихотворения на русский язык Бальмонта и Маршака фраза «fearful symmetry» — «страшная симметрия» — не имеет однозначного перевода, «как бы расщеплена переводчиками надвое».
В процессе съёмок эпизода разработчики столкнулись с несколькими препятствиями. Поскольку в производстве были задействованы настоящие слоны и тигры, то, по утверждению сопродюсера J.P. Finn, поиск живого слона оказался самой трудной частью съёмок. А прохладная природа Ванкувера вовсе не способствовала хорошему настроению тигра, которому требовалось «спокойствие и тепло».

## Сюжет
В Фэрфилде, штат Айдахо два работника наблюдают невидимую силу, крушащую всё на своём пути. Дальше по улице эта сила убивает дорожного работника. На следующий день слониха внезапно материализуется перед движущимся грузовиком. Водителю удается вовремя остановиться, но животное всё равно вскоре погибает. Удивительно, но накануне слон был ещё на месте, в своей клетке зоопарка Фэрфилда в 40 милях от места гибели.
Фокс Малдер (Дэвид Духовны) и Дана Скалли (Джиллиан Андерсон) исследуют нанесённый ущерб в городе, который, по-видимому, был причинён слоном, хотя животное никто не заметил. Дрессировщик зоопарка Эд Мичем рассказал, что клетка по-прежнему заперта. Его начальница Уилла Амброуз сообщила агентам, что теперь из-за пропажи животного зоопарк могут прикрыть. Кроме того, она обвиняет в проблемах зоопарка активистов из общества защиты диких животных (ОЗДЖ). Однако лидер ОЗДЖ Кайл Лэнг отрицает какую-либо причастность к освобождению слона. Лэнг говорит им, что правительство Малави подало в суд на Амброуз за гориллу, которую она вывезла из страны десять лет назад.
Малдер связывается с Фрохики и Байерсом, которые рассказывают ему, что Фэрфилд известен своими исчезновениями животных и наблюдениями НЛО. Они также упоминают гориллу, которая умеет общаться на жестовом языке. Тем временем Скалли следует за одним из зоозащитников, который пробирается в зоопарк. Активист ОЗДЖ пытается освободить тигра, но после яркой вспышки света животное исчезает. Спустя некоторое время кто-то невидимый растерзал зоозащитника до смерти, причём убийство зафиксировала камера ночного видения. При допросе Лэнг отрицает какую-либо ответственность за его смерть. Амброуз знакомит агентов с гориллой Софи, которая явно боится света.
Вскрытие слонихи, проведённое Скалли, показало, что она была беременна. Однако это невозможно, ведь животное никогда не спаривали. Внезапно на строительной площадке Бойса появляется тигрица. Амброуз пытается поймать животное, но это ей не удаётся. Тигрица нападает на неё, но в этот момент Мичем успевает застрелить хищника. Малдер говорит Амброуз, что тигрица тоже была беременна, и рассказывает свою теорию о том, что инопланетяне оплодотворяют исчезающих животных, забирают эмбрионы и формируют свой собственный «Ноев Ковчег». Малдер думает, что Софи беременна, и боится похищения своего малыша. Софи подтверждает подозрения Малдера, показывая жестами: «свет унесёт малыша».
Заместитель шерифа собирается забрать Софи для возвращения её в Малави. Амброуз безуспешно ищет помощи у своего бывшего бойфренда Ланга, но тот советует позволить Софи вернуться на волю. Позже Лэнг отправляется к Амброуз на склад, где Софи готовят к отправке, но находит клетку пустой. Кто-то убивает Лэнга, сбрасывая ему на голову ящик. Скалли подозревает Амброуз в убийстве, но она утверждает, что в этом виноват Мичем. Малдер собирается арестовать Мичема, который содержит разозлённую Софи на другом складе неподалёку от Бойса. Мичем внезапно запирает Малдера в комнате Софи, где разъяренная горилла атакует и ранит агента.
Софи успевает показать Малдеру последнее сообщение на языке жестов до того, как яркий свет забирает её. Малдер просит Амброуз перевести послание, и она отвечает, что это означает: «человек спасет человека». Агентов и Амброуз вызывают на шоссе, где нашли сбитую автомобилем Софи. Амброуз и Мичема обвиняют в непредумышленном убийстве Лэнга. Когда агенты покидают Айдахо, Малдер рассказывает, что за событиями в Фэрфилде стоят инопланетные защитники природы.

## Производство
Сопродюсер J.P. Finn утверждал, что самым сложным оказалось заполучить слона, так как на это действие потребовалось получить разрешение на перевозку животного через границу в Ванкувере. Позже он добавил, что слон по кличке «Пузырёк» отлично работал в кадре. Сначала продюсеры волновались, что слон не побежит навстречу грузовику. Но их опасения оказались напрасны — животное с удовольствием принялось играть с машиной, да так, что они с трудом оторвали его от игры.
Кроме того, продюсерам пришлось столкнуться с проблемой законности нахождения циркового животного на общественной улице. В Британской Колумбии существует несколько законов, защищающих животных от злоупотреблений или эксплуатации, запрещая их «использование или появление». Чтобы обойти эти законы, сцены с Пузырьком снимали «на тихой проселочной дороге» в городе Суррей, где эти законы не действуют. Также для съёмок эпизода использовался живой тигр. Вымышленная строительная площадка Blake Towers, где появилось это животное, названа в честь поэта Уильяма Блейка (William Blake). Имя слона «Ганеша» дано в честь индуистского Бога.

## Эфир и отзывы
«Ужасающая симметрия» была впервые транслирована в США 24 февраля 1995 года на телеканале Fox. По шкале Нильсена эпизод получил рейтинг 10,1 балла с 17-процентной долей, означающий, что из всех телевизоров в домохозяйствах США 10,1 процента работали вечер премьеры, и 17 процентов из этого числа были настроены на просмотр «Секретных материалов». Общее количество американских домохозяйств, видевших премьерный показ эпизода, оценивается в 9,6 миллиона. Позже эпизод получил премию ЕМА за экологическое послание.
Эпизод получил смешанные отзывы критиков. Entertainment Weekly присвоил эпизоду оценку «C», написав: «Не считая хорошо выполненного незримого буйного слона, это в значительной степени проходная серия». Zack Handlen из The A.V. Club также оценил эпизод на «С», назвав его «немного сырым, но не настолько ужасным, чтобы быть полным провалом, однако тем эпизодом, который достаточно легко забыть». Джон Киган из Critical Myth дал эпизоду умеренно негативный обзор и наградил его 4 баллами из 10. Он написал: «В целом этот эпизод больше похож на заявление писателя о правах животных, нежели на эпизод [The X-Files]. Сюжет, похоже, не знает, куда он хочет направиться, и, в конечном счете, его элементы противоречат друг другу». Роберт Шерман и Ларс Пирсон в своей книге «Хочу верить: критический справочник X-Files» присвоили эпизоду две звезды из пяти. Они написали, что, несмотря на то, что в этой серии есть и «редкий гнев», и «подлинная страсть», в конечном итоге история получилась не слишком хороша. Шерман и Пирсон назвали сюжет «настолько запутанным, что весь интерес к ней быстро рассеивается». В 1996 Ле Мартином сюжет для «Ужасающей симметрии» также был адаптирован в качестве романа под названием «Тигр, Тигр».